# Negão do Caixão
Negão do Caixão é uma lenda paranaense, mais precisamente, do litoral do estado do Paraná.

## A lenda
A lenda baseia-se no fato de que nos anos que a Villa de Morretes era habitada por mineradores, estes tinham por habito marcar o local onde era enterrado o baú, repleto de ouro, com uma cova de um escravo assassinado para este fim. Em uma destas covas, localizada na região de Barreiros (Morretes), o senhorio não retornou para buscar o tesouro, forçando a alma do escravo morto a guardar e carregar o baú pela eternidade.
Dizem, os mais antigos moradores da região, que a alma penada do pobre escravo perambula, em noite escura, a procura de alguém que lhe tire este fardo das costas. Caso alguém se depare com o "negão do caixão" não deve se assustar e sim, perguntar "o que você tem nesse baú?" Ele afirmará que esta repleto de ouro e que pode ser seu, mas para tanto, deverá vencer um sacrifício imposto por ele.
Há histórias de pessoas que recusaram a fortuna, pois se o sacrifício não for cumprido, o “fulano” ficará carregando o baú pela eternidade ou se a pessoa que conseguir cumprir esta etapa e ganhar o tesouro e não gastá-lo todo, ainda em vida, também passará a eternidade como o guardião do baú, carregando o pesado fardo nas costas, como alma penada.